# Racopilum integrum
Racopilum integrum là một loài rêu trong họ Racopilaceae. Loài này được Dixon mô tả khoa học đầu tiên năm 1941.